# Halas Simon
Halas Simon (névváltozatai: Hallas, Hallasch) (Pozsony, 1856. április 9. – Ercsi, 1899. október 20.) magyar rabbi.

## Élete

### Származása

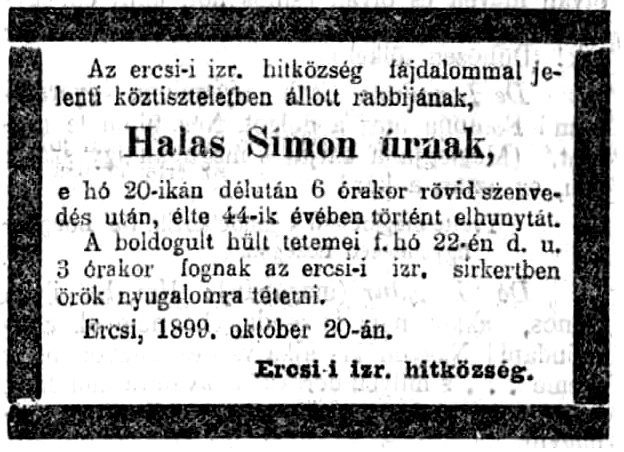
Gyászjelentése a Pesti Hírlap hasábján

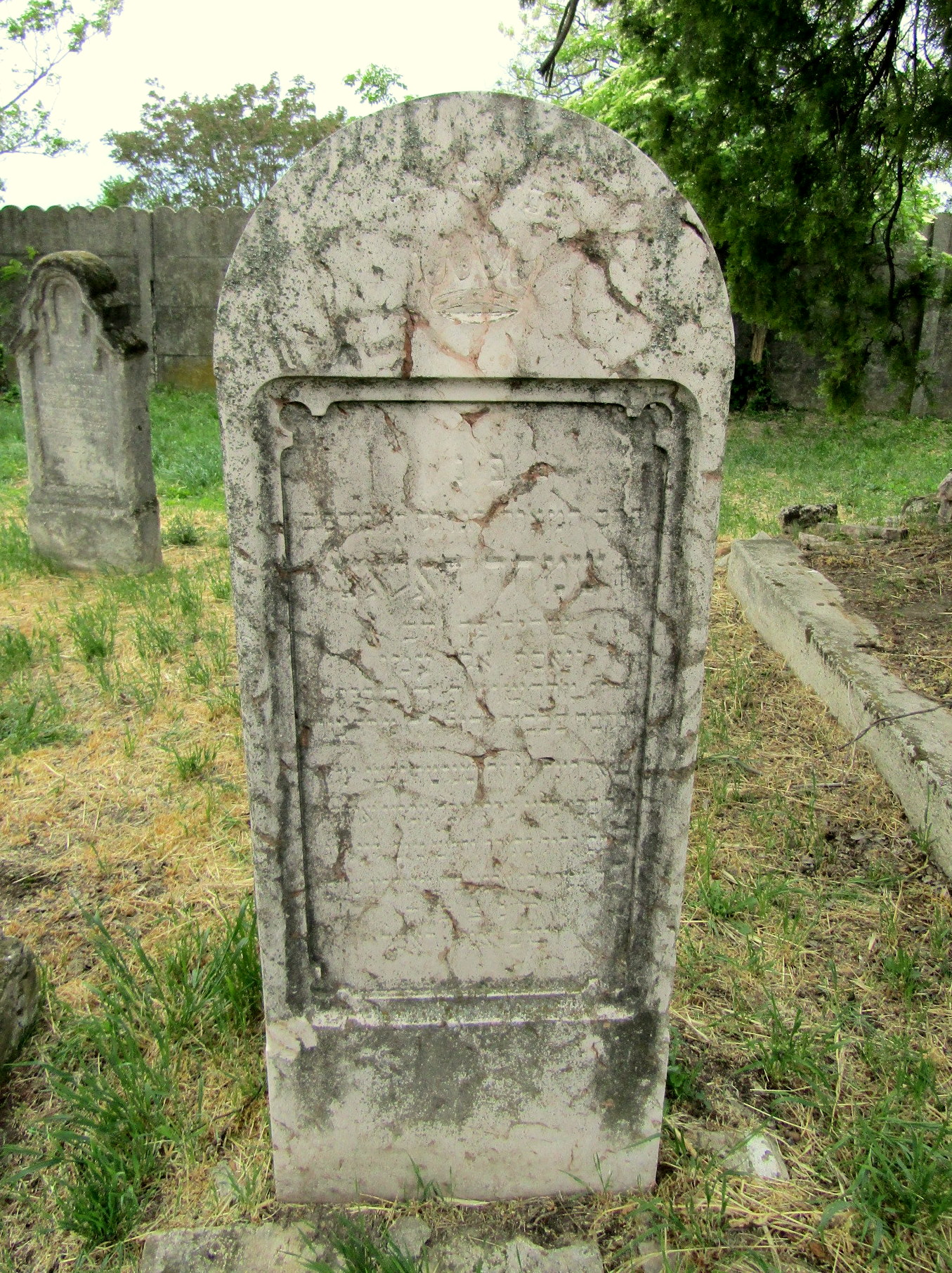
Sírköve az ercsi izraelita temetőben

Halas Mózes kereskedő és Fürst Regina gyermekeként született.

### Tanulmányai és rabbisága
Pozsonyi és dunaszerdahelyi rabbiknál tanult. 1883 és 1886 között Buda-Újlak ortodox rabbija volt. Ezalatt az I. és II. kerületi leányiskolák ortodox izraelita hitoktatója volt.
1886-tól haláláig az újonnan megalakult ercsi status quo ante izraelita anyakönyvi kerület főrabbija volt. Ercsin kívül a kerülethez tartozott még Érd, Iváncsa, Pusztaszabolcs, Ráckeresztúr és Százhalombatta is.
1889-ben összetett zsidó vallásjogi botrány főszereplője volt, melyet a vallásos sajtó élénk figyelemmel követett. Halas anélkül adott ki válási igazolást egy őt felkereső asszonynak, hogy kellő alapossággal utánanézett volna a férj írásos nyilatkozatának eredetiségének. Mint kiderült, a nyilatkozat hamis volt, az általa kiadott válási igazolás alapján újraházasodó asszony új házassága pedig így érvénytelen.
1899. október 20-án halt meg Ercsiben szívinfarktus következtében. 43 éves volt.
Halála után az ercsi rabbi tisztje több mint három évig üres volt. 1903-ban a pozíciót Mandel Sámuel foglalta el.

### Családja
Felesége Krausz Katalin volt. Két gyermekük született, Halas Johanna (1884-) és Halas Róza (1890-).